# Stumptown (komiks)
Stumptown – amerykańska seria komiksowa autorstwa Grega Rucki (scenariusz) oraz Matthew Southwortha i Justina Greenwooda (rysunki), wydawana przez Oni Press od listopada 2009 w nieregularnym cyklu kilkuzeszytowych mini-serii. Polskie tłumaczenie ukazało się w czterech tomach zbiorczych nakładem wydawnictwa Mucha Comics.

## Fabuła
Osadzona w konwencji kryminału noir seria opowiada o Dex Parios, prywatnej detektyw z Portland w stanie Oregon, która popada w długi po przegranych wizytach w kasynie. W zamian za umorzenie należności właścicielka kasyna zleca Dex odnalezienie jej zaginionej wnuczki. Zadanie okazuje się trudniejsze, niż się wydawało, i ściąga na Dex wiele kłopotów.

## Tomy zbiorcze
| Tom | Tytuł i rok wydania polskiego    | Tytuł i rok wydania oryginalnego | Zawartość                     |
| --- | -------------------------------- | -------------------------------- | ----------------------------- |
| 1   | Stumptown. Część pierwsza (2020) | Stumptown – Volume One (2011)    | Stumptown Vol. 1 zeszyty 1–4  |
| 2   | Stumptown. Część druga (2020)    | Stumptown – Volume Two (2013)    | Stumptown Vol. 2 zeszyty 1–5  |
| 3   | Stumptown. Część trzecia (2021)  | Stumptown – Volume Three (2015)  | Stumptown Vol. 3 zeszyty 1–5  |
| 4   | Stumptown. Część czwarta (2021)  | Stumptown – Volume Four (2017)   | Stumptown Vol. 3 zeszyty 6–10 |

## Adaptacja telewizyjna
Na podstawie komiksu powstał amerykański serial telewizyjny pod takim samym tytułem, emitowany od 25 września 2019 do 25 marca 2020 przez stację ABC.